# Chaumont (Meurthe-et-Moselle)
Pour les articles homonymes, voir Chaumont.
Chaumont est un ancien village qui représente une partie de la commune française d'Einvaux en Meurthe-et-Moselle. 

## Toponymie
Le nom Chaumont proviendrait des mots latins Calmontis ou Calvomonte qui signifient « montagne chauve ».

## Histoire
Remontant à l'époque gallo-romaine, il fut jusqu'en 1524 la mère-église d'Einvaux. Il pourrait avoir été également la capitale du Chaumontois, toutefois les avis des historiens restent partagés sur la question.
Chaumont représente la partie la plus ancienne de la commune d'Einvaux, mais fut presque entièrement dépeuplé par les Suédois lors de la guerre de Trente Ans. En 1644, il n'y résidait plus qu'un ménage.
L'église chaumontoise était desservie pendant près de deux siècles et jusqu'en 1700 par un chanoine régulier de l'abbaye de Belchamps, puis par un chanoine résidant au village. Avec l'accroissement de la population et la vétusté de l'édifice, il fut décidé de construire une nouvelle église dans le village d'Einvaux.
Il subsiste à Einvaux une rue de Chaumont. Il y avait aussi un étang du nom de Chaumont.